# Kanton La Baule-Escoublac
La Baule-Escoublac is een kanton van het Franse departement Loire-Atlantique. Het kanton maakt deel uit van het arrondissement Saint-Nazaire.

## Gemeenten
Het kanton La Baule-Escoublac omvatte tot 2014 de volgende 2 gemeenten:
- La Baule-Escoublac (hoofdplaats)
- Pornichet

Bij de herindeling van de kantons door het decreet van 25 februari 2014, met uitwerking op 22 maart 2015, werden daar de volgende 4 gemeenten aan toegevoegd:
- Batz-sur-Mer
- Le Croisic
- Le Pouliguen
- Saint-André-des-Eaux